# Johann von Francolin
Johann von Francolin (1520 k. – 1586 vagy 1580), burgundiai nemes, a bécsi udvar magyar királyi heroldja (Ehrenherold). A neve előfordul Johannes a Francolin és Hans von Francolin alakban is. 

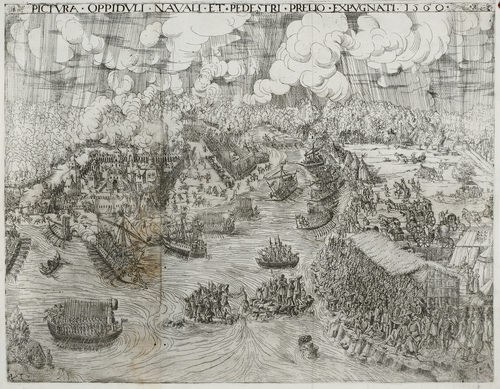
Metszet Francolin Rerum praeclare gestarum… (1561) c. művéből

Egész Európában egyike volt az első nemeseknek, akik heroldi hivatalt vállaltak. V. Károly német-római császár 1519-es megválasztásakor a Habsburg Birodalom heroldjai a Teuschlad, Germania hivatali nevet viselték. A császár a hivatallal 1545-ben bízta meg Romreich, alias Jean Francolint. 1560-ban hívták meg a bécsi udvarba. Ekkor lett magyar királyi herold. 1562-ben I. Ferdinándtól birtokot és telket kapott szélmalmok létesítésére. Több más kiváltság mellett engedélyt nyert arra is, hogy az épületein a birodalmi sast viselhesse. Egyéb adatok nem ismertek az életéről.  
Műveinek csak a töredéke maradt fenn. Tornakönyvében ([Hans von Francolin:]Thurnier Buoch, Bécs 1560) leírta V. Bajor Albert herceg (1550-1579) és nővére 1560-as bécsi ünnepségeit. Ez betekintést enged a 16. századi német tornajátékok világába. A mű három kitűnő fametszetet és öt nagy rézmetszetet tartalmaz, melyet Donath Huebschmann, bécsi metsző készített. Többi könyvének metszeteit is neves Bécsben időző külföldi grafikusok készítették. Heraldikai könyvecskéjét, a címerművészet tankönyvét 1564-ben állította össze a bécsi udvarban. A mű négyoldalnyi szöveget és 48 oldalnyi címerábrázolást tartalmaz. 1561-ben jelent meg nagy kultúr- és művészettörténeti jelentőségű műve latin nyelven. Képben és szóban mutatja be a tornákat és az ünnepségeket. A mű sokáig túlszárnyalhatatlan nyomdászati teljesítménynek számított. Ebből ismerjük portréját is magyar heroldi öltözetben.

## Kapcsolódó szócikk
- Herold